# Costa Campos
João Eduardo Costa Campos é um cantor lírico. Aluno da insigne cantora norte-americana Grace Bumbry e da distinta Maestra Enza Ferrari, com quem actualmente trabalha canto e interpretação, de nacionalidade portuguesa, Costa Campos nasceu em Luanda, Angola, tendo-se licenciado em Direito pela Universidade de Lisboa.
Passagens episódicas pelo teatro e cinema determinaram a frequência do curso de formação de actores na Escola Superior de Teatro e Cinema do Conservatório Nacional onde destaca o trabalho com Maria Germana Tânger e Águeda Sena.
Iniciou posteriormente os seus estudos de canto com Maria Cristina de Castro prosseguindo a sua formação com Hugo Casaes, Natália Viana, Elsa Saque (na Juventude Musical Portuguesa e no Conservatório Nacional) e Liliane Bizineche.
Membro efectivo do coro do Teatro Nacional de São Carlos aí aperfeiçoou a sua técnica com cantores como Ivo Vinco e Jeff Lawton. Com outros colegas gravou em CD os Madrigais Camoneanos de Luís Freitas Branco.
A sua estreia como solista aconteceu no Convento do Carmo (Lisboa) interpretando D. Basílio em “O Barbeiro de Sevilha” de Rossini sob a direcção do Maestro Jon Latham Koenig. Cantou o Judas de “O Nazareno” nos Coliseus de Lisboa e Porto, La Diva de “Zarzuelas Cabaret e Olé Olé” no Teatro São Luíz, o Marquês d’Obigny na produção de Pier Luigi Pizzi de “La Traviata” de Verdi no Teatro Nacional de São Carlos sob a batuta do Maestro Giuliano Carella e ainda o Senador Robert E. Lyons no musical de Gershwin “Of Thee I Sing” no Festival Internacional de Macau entre várias outras coisas.
No aperfeiçoamento do seu repertório trabalhou em Lugano – Suíça com o Maestro Jonathan Morris e em Salzburg – Austria com o Maestro Günter Bauer.
Iniciou-se na docência do canto no ano lectivo de 1998/1999 no Instituto de Artes do Espectáculo. Estruturou e dirigiu os cursos de canto da Casa do Artista e leccionou ainda na Academia de Marta Atayde.
Foi mentor do projecto Primo Canto Associação Cultural (uma associação sem fins lucrativos que tem como objectivos primordiais a promoção de espectáculos e recitais de canto com a finalidade de incentivar jovens cantores e cantoras em início de carreira, bem como proporcionar o seu aperfeiçoamento artístico) o que lhe permitiu expandir as suas capacidades não apenas como cantor mas como professor de canto, encenador e director artístico de um projecto cénico-vocal.
Com o passar do tempo, o projecto Primo Canto transformou-se no que é actualmente a Herança Cultural de Costa Campos.
Recentemente averbou um assinalável sucesso interpretando o Pai Cazumba na ópera portuguesa de António Leal Moreira "A Vingança da Cigana". Na presente temporada foi convidado a interpretar o Benoit em "La Bohème" de Puccini no Teatro Nacional São Carlos e a "encarnação" desse boneco valeu-lhe logo a seguir o Pretoriano da Agrippina de Haendel encenado por Michael Hampe.
A convite da Meios de Cultura interpretou  no C.C.C. o seu primeiro grande papel de Baixo-Profundo, Montesinos na ópera de Joseph Bodin de Boismortier, Don Quichotte chez la Duchesse onde arrebatou a plateia.
.